# Großer Preis von Spanien 1991
Der Große Preis von Spanien 1991 (offiziell XXXIII Gran Premio Tío Pepe de España) fand am 29. September auf dem Circuit de Catalunya in Montmeló nördlich von Barcelona statt und war das 14. Rennen der Formel-1-Weltmeisterschaft 1991.

## Berichte

### Hintergrund
Am Wochenende nach dem Großen Preis von Portugal fand der Spanien-GP erstmals auf dem wenige Tage zuvor eröffneten Circuit de Catalunya statt. Zu diesem Ortswechsel hatte man sich unter anderem infolge des schweren Unfalls von Martin Donnelly im Vorjahr auf dem Circuito Permanente de Jerez entschieden.
Max Mosley löste in der Woche zwischen den beiden Rennen Jean-Marie Balestre als Präsident der FIA und der FISA ab.
Da Johnny Herbert erneut aufgrund anderweitiger Verpflichtungen fehlte, übernahm Michael Bartels bereits zum vierten Mal in dieser Saison dessen Wagen. Die Piloten Gabriele Tarquini und Olivier Grouillard tauschten ihre Plätze zwischen den Teams Fondmetal und AGS.
Nach 13-maligem Scheitern in der Vorqualifikation entschied sich Pedro Chaves, seine Formel-1-Karriere zu beenden, ohne an einem regulären Qualifying, geschweige denn an einem Grand Prix, teilgenommen zu haben. Da kurzfristig kein Ersatzfahrer gefunden wurde, nahm das Coloni-Team nicht am Rennwochenende teil. Zugunsten des Debütanten Alessandro Zanardi musste Roberto Moreno bereits zum zweiten Mal innerhalb kurzer Zeit sein Cockpit räumen, nachdem er aufgrund der Verpflichtung Michael Schumachers von Benetton zu Jordan gewechselt war.
Mit Alain Prost, Ayrton Senna (jeweils zweimal) und Nigel Mansell (einmal) traten drei ehemalige Sieger zu diesem Grand Prix an.

### Training
Gerhard Berger qualifizierte sich für die Pole-Position vor Mansell, der durch eine Verletzung, die er sich beim Fußballspielen zugezogen hatte, nur geringfügig behindert wurde. Senna und Riccardo Patrese bildeten die zweite Startreihe vor Schumacher, Prost, Jean Alesi und Ivan Capelli.

### Rennen
Kurz vor dem Start befand sich die Strecke nach einem Regenschauer in einem noch feuchten, aber rasch abtrocknenden Zustand. Prosts Wunsch nach einem Start auf Slicks wurde seitens der Scuderia Ferrari nicht stattgegeben.
Während Berger seine Pole-Position in eine Führung umsetzte, konnte sich Mansell aufgrund eines schlechten Starts nicht gegen Senna und Schumacher verteidigen. Weiter hinten im Feld kollidierte Capelli mit Emanuele Pirro. Während Pirro das Rennen nach einem Boxenstopp mit großem Rückstand fortsetzen konnte, musste Capelli aufgeben. Éric Bernard und Thierry Boutsen schieden infolge einer Kollision ebenfalls bereits nach wenigen Metern aus.
In der zweiten Runde übernahm Mansell den dritten Rang von Schumacher und schloss zu Senna auf. Im Bereich der Start-Ziel-Geraden lagen beide gleichauf, seitlich nur wenige Zentimeter voneinander getrennt. Am Ende der Geraden gab Senna nach und überließ somit Mansell den zweiten Rang.
Als die Strecke nahezu trocken war, suchten fast alle Piloten ihre Boxen auf, um Slicks installieren zu lassen. Die Führung wechselte dadurch mehrfach. Bergers Stopp dauerte deutlich länger als der seines Teamkollegen Senna, wodurch dieser in Führung lag, als alle Kontrahenten ihre Reifenwechsel absolviert hatten. Im zwölften Umlauf verdrängte Berger Senna von der Spitze und Mansell schloss abermals zum Führenden der Weltmeisterschaftswertung auf. Als es erneut zu regnen begann, drehte sich Senna und verlor dadurch zwei Plätze an Mansell und Schumacher, der zuvor Prost überholt hatte. Nach erneutem Abtrocknen überholte Mansell den führenden Berger. Schumachers Versuch, ebenfalls an Berger vorbeizuziehen, endete mit einem Dreher, der ihn auf den sechsten Platz zurückwarf. Somit lag Prost zu diesem Zeitpunkt auf dem dritten Rang vor Senna und Alesi, der allerdings aufgrund eines Frühstarts mit einer Zehn-Sekunden-Zeitstrafe zu rechnen hatte.
In der 33. Runde schied Berger bereits zum wiederholten Mal in dieser Saison in aussichtsreicher Position liegend aufgrund eines technischen Defektes aus. Mansell siegte dadurch vor Prost und Patrese, der ebenso wie Alesi an Senna vorbeigezogen war. Schumacher erhielt als Sechster den letzten WM-Punkt des Tages.

## Meldeliste
| Team                              | Nr. | Fahrer             | Chassis            | Motor                    | Reifen |
| --------------------------------- | --- | ------------------ | ------------------ | ------------------------ | ------ |
| Honda Marlboro McLaren            | 01  | Ayrton Senna       | McLaren MP4/6      | Honda RA121E 3.5 V12     | G      |
| Honda Marlboro McLaren            | 02  | Gerhard Berger     | McLaren MP4/6      | Honda RA121E 3.5 V12     | G      |
| Braun Tyrrell Honda               | 03  | Satoru Nakajima    | Tyrrell 020        | Honda RA101E 3.5 V10     | P      |
| Braun Tyrrell Honda               | 04  | Stefano Modena     | Tyrrell 020        | Honda RA101E 3.5 V10     | P      |
| Canon Williams Team               | 05  | Nigel Mansell      | Williams FW14      | Renault RS3 3.5 V10      | G      |
| Canon Williams Team               | 06  | Riccardo Patrese   | Williams FW14      | Renault RS3 3.5 V10      | G      |
| Motor Racing Developments         | 07  | Martin Brundle     | Brabham BT60Y      | Yamaha OX99 3.5 V12      | P      |
| Motor Racing Developments         | 08  | Mark Blundell      | Brabham BT60Y      | Yamaha OX99 3.5 V12      | P      |
| Footwork Grand Prix International | 09  | Michele Alboreto   | Footwork FA12B     | Ford Cosworth DFR 3.5 V8 | G      |
| Footwork Grand Prix International | 10  | Alex Caffi         | Footwork FA12B     | Ford Cosworth DFR 3.5 V8 | G      |
| Team Lotus                        | 11  | Mika Häkkinen      | Lotus 102B         | Judd EV 3.5 V8           | G      |
| Team Lotus                        | 12  | Michael Bartels    | Lotus 102B         | Judd EV 3.5 V8           | G      |
| Fondmetal                         | 14  | Gabriele Tarquini  | Fondmetal GR01     | Ford Cosworth DFR 3.5 V8 | G      |
| Leyton House Racing               | 15  | Maurício Gugelmin  | Leyton House CG911 | Ilmor 2175A 3.5 V10      | G      |
| Leyton House Racing               | 16  | Ivan Capelli       | Leyton House CG911 | Ilmor 2175A 3.5 V10      | G      |
| AGS Racing                        | 17  | Olivier Grouillard | AGS JH27           | Ford Cosworth DFR 3.5 V8 | G      |
| AGS Racing                        | 18  | Fabrizio Barbazza  | AGS JH27           | Ford Cosworth DFR 3.5 V8 | G      |
| Camel Benetton Ford               | 19  | Michael Schumacher | Benetton B191      | Ford Cosworth HB5 3.5 V8 | P      |
| Camel Benetton Ford               | 20  | Nelson Piquet      | Benetton B191      | Ford Cosworth HB5 3.5 V8 | P      |
| BMS Scuderia Italia               | 21  | Emanuele Pirro     | Dallara 191        | Judd GV 3.5 V10          | P      |
| BMS Scuderia Italia               | 22  | JJ Lehto           | Dallara 191        | Judd GV 3.5 V10          | P      |
| Minardi Team                      | 23  | Pierluigi Martini  | Minardi M191       | Ferrari 037 3.5 V12      | G      |
| Minardi Team                      | 24  | Gianni Morbidelli  | Minardi M191       | Ferrari 037 3.5 V12      | G      |
| Ligier Gitanes                    | 25  | Thierry Boutsen    | Ligier JS35B       | Lamborghini 3512 3.5 V12 | G      |
| Ligier Gitanes                    | 26  | Érik Comas         | Ligier JS35B       | Lamborghini 3512 3.5 V12 | G      |
| Scuderia Ferrari SpA              | 27  | Alain Prost        | Ferrari 643        | Ferrari 037 3.5 V12      | G      |
| Scuderia Ferrari SpA              | 28  | Jean Alesi         | Ferrari 643        | Ferrari 037 3.5 V12      | G      |
| Larrousse F1                      | 29  | Éric Bernard       | Lola LC91          | Ford Cosworth DFR 3.5 V8 | G      |
| Larrousse F1                      | 30  | Aguri Suzuki       | Lola LC91          | Ford Cosworth DFR 3.5 V8 | G      |
| Team 7Up Jordan                   | 32  | Alessandro Zanardi | Jordan 191         | Ford Cosworth HB4 3.5 V8 | G      |
| Team 7Up Jordan                   | 33  | Andrea de Cesaris  | Jordan 191         | Ford Cosworth HB4 3.5 V8 | G      |
| Modena Team                       | 34  | Nicola Larini      | Lambo 291          | Lamborghini 3512 3.5 V12 | G      |
| Modena Team                       | 35  | Eric van de Poele  | Lambo 291          | Lamborghini 3512 3.5 V12 | G      |

## Klassifikationen

### Qualifying
| Pos. | Fahrer             | Konstrukteur       | Vorqualifikation | Vorqualifikation  | 1. Qualifikationstraining | 1. Qualifikationstraining | 2. Qualifikationstraining | 2. Qualifikationstraining | Start |
| Pos. | Fahrer             | Konstrukteur       | Zeit             | Ø-Geschwindigkeit | Zeit                      | Ø-Geschwindigkeit         | Zeit                      | Ø-Geschwindigkeit         | Start |
| ---- | ------------------ | ------------------ | ---------------- | ----------------- | ------------------------- | ------------------------- | ------------------------- | ------------------------- | ----- |
| 01   | Gerhard Berger     | McLaren-Honda      | –                | –                 | 1:18,751                  | 217,003 km/h              | 1:21,208                  | 210,437 km/h              | 01    |
| 02   | Nigel Mansell      | Williams-Renault   | –                | –                 | 1:18,970                  | 216,401 km/h              | 1:19,971                  | 213,692 km/h              | 02    |
| 03   | Ayrton Senna       | McLaren-Honda      | –                | –                 | 1:19,474                  | 215,029 km/h              | 1:19,064                  | 216,144 km/h              | 03    |
| 04   | Riccardo Patrese   | Williams-Renault   | –                | –                 | 1:19,643                  | 214,573 km/h              | 1:20,392                  | 212,573 km/h              | 04    |
| 05   | Michael Schumacher | Benetton-Ford      | –                | –                 | 1:19,733                  | 214,330 km/h              | 1:20,779                  | 211,555 km/h              | 05    |
| 06   | Alain Prost        | Ferrari            | –                | –                 | 1:20,245                  | 212,963 km/h              | 1:19,936                  | 213,786 km/h              | 06    |
| 07   | Jean Alesi         | Ferrari            | –                | –                 | 1:20,197                  | 213,090 km/h              | 1:20,690                  | 211,788 km/h              | 07    |
| 08   | Ivan Capelli       | Leyton House-Ilmor | –                | –                 | 1:21,682                  | 209,216 km/h              | 1:20,584                  | 212,067 km/h              | 08    |
| 09   | Emanuele Pirro     | Dallara-Judd       | –                | –                 | 1:21,250                  | 210,329 km/h              | 1:20,651                  | 211,891 km/h              | 09    |
| 10   | Nelson Piquet      | Benetton-Ford      | –                | –                 | 1:20,853                  | 211,361 km/h              | 1:20,676                  | 211,825 km/h              | 10    |
| 11   | Martin Brundle     | Brabham-Yamaha     | 1:21,504         | 209,673 km/h      | 1:21,415                  | 209,902 km/h              | 1:20,677                  | 211,822 km/h              | 11    |
| 12   | Mark Blundell      | Brabham-Yamaha     | 1:21,727         | 209,101 km/h      | 1:21,021                  | 210,923 km/h              | 1:20,724                  | 211,699 km/h              | 12    |
| 13   | Maurício Gugelmin  | Leyton House-Ilmor | –                | –                 | 1:21,319                  | 210,150 km/h              | 1:20,743                  | 211,649 km/h              | 13    |
| 14   | Stefano Modena     | Tyrrell-Honda      | –                | –                 | 1:20,788                  | 211,531 km/h              | 1:21,576                  | 209,488 km/h              | 14    |
| 15   | JJ Lehto           | Dallara-Judd       | –                | –                 | 1:22,249                  | 207,774 km/h              | 1:20,967                  | 211,064 km/h              | 15    |
| 16   | Gianni Morbidelli  | Minardi-Ferrari    | –                | –                 | 1:21,801                  | 208,912 km/h              | 1:22,523                  | 207,084 km/h              | 16    |
| 17   | Andrea de Cesaris  | Jordan-Ford        | –                | –                 | 1:21,865                  | 208,749 km/h              | 1:22,992                  | 205,914 km/h              | 17    |
| 18   | Satoru Nakajima    | Tyrrell-Honda      | –                | –                 | 1:22,480                  | 207,192 km/h              | 1:22,114                  | 208,116 km/h              | 18    |
| 19   | Pierluigi Martini  | Minardi-Ferrari    | –                | –                 | 1:22,575                  | 206,954 km/h              | 1:22,510                  | 207,117 km/h              | 19    |
| 20   | Alessandro Zanardi | Jordan-Ford        | –                | –                 | 1:22,580                  | 206,941 km/h              | 1:23,448                  | 204,789 km/h              | 20    |
| 21   | Mika Häkkinen      | Lotus-Judd         | –                | –                 | 1:22,646                  | 206,776 km/h              | 1:23,407                  | 204,889 km/h              | 21    |
| 22   | Gabriele Tarquini  | Fondmetal-Ford     | 1:23,994         | 203,457 km/h      | 1:22,837                  | 206,299 km/h              | 1:26,214                  | 198,218 km/h              | 22    |
| 23   | Éric Bernard       | Lola-Ford          | –                | –                 | 1:22,944                  | 206,033 km/h              | 1:23,883                  | 203,727 km/h              | 23    |
| 24   | Michele Alboreto   | Footwork-Ford      | 1:23,744         | 204,065 km/h      | 1:23,145                  | 205,535 km/h              | 1:23,868                  | 203,763 km/h              | 24    |
| 25   | Érik Comas         | Ligier-Lamborghini | –                | –                 | 1:23,359                  | 205,007 km/h              | 1:23,755                  | 204,038 km/h              | 25    |
| 26   | Thierry Boutsen    | Ligier-Lamborghini | –                | –                 | 1:23,553                  | 204,531 km/h              | 1:23,623                  | 204,360 km/h              | 26    |
| DNQ  | Aguri Suzuki       | Lola-Ford          | –                | –                 | 1:24,211                  | 202,933 km/h              | 1:26,346                  | 197,915 km/h              | –     |
| DNQ  | Nicola Larini      | Lambo-Lamborghini  | –                | –                 | 1:25,330                  | 200,272 km/h              | 1:26,109                  | 198,460 km/h              | –     |
| DNQ  | Michael Bartels    | Lotus-Judd         | –                | –                 | 1:25,640                  | 199,547 km/h              | 1:25,392                  | 200,126 km/h              | –     |
| DNQ  | Eric van de Poele  | Lambo-Lamborghini  | –                | –                 | 1:27,501                  | 195,303 km/h              | 1:27,566                  | 195,158 km/h              | –     |
| DNPQ | Alex Caffi         | Footwork-Ford      | 1:24,056         | 203,307 km/h      | –                         | –                         | –                         | –                         | –     |
| DNPQ | Fabrizio Barbazza  | AGS-Ford           | 1:24,744         | 201,657 km/h      | –                         | –                         | –                         | –                         | –     |
| DNPQ | Olivier Grouillard | AGS-Ford           | 1:25,305         | 200,331 km/h      | –                         | –                         | –                         | –                         | –     |

### Rennen
| Pos. | Fahrer             | Konstrukteur       | Runden | Stopps | Zeit        | Start | Schnellste Runde |
| ---- | ------------------ | ------------------ | ------ | ------ | ----------- | ----- | ---------------- |
| 01   | Nigel Mansell      | Williams-Renault   | 65     | 1      | 1:38:41,541 | 02    | 1:23,293         |
| 02   | Alain Prost        | Ferrari            | 65     | 1      | + 11,331    | 06    | 1:23,729         |
| 03   | Riccardo Patrese   | Williams-Renault   | 65     | 1      | + 15,909    | 04    | 1:22,837         |
| 04   | Jean Alesi         | Ferrari            | 65     | 2      | + 22,772    | 07    | 1:22,978         |
| 05   | Ayrton Senna       | McLaren-Honda      | 65     | 1      | + 1:02,402  | 03    | 1:24,771         |
| 06   | Michael Schumacher | Benetton-Ford      | 65     | 2      | + 1:19,468  | 05    | 1:25,546         |
| 07   | Maurício Gugelmin  | Leyton House-Ilmor | 64     | 1      | + 1 Runde   | 13    | 1:23,915         |
| 08   | JJ Lehto           | Dallara-Judd       | 64     | 1      | + 1 Runde   | 15    | 1:24,310         |
| 09   | Alessandro Zanardi | Jordan-Ford        | 64     | 1      | + 1 Runde   | 20    | 1:24,997         |
| 10   | Martin Brundle     | Brabham-Yamaha     | 63     | 1      | + 2 Runden  | 11    | 1:25,396         |
| 11   | Nelson Piquet      | Benetton-Ford      | 63     | 3      | + 2 Runden  | 10    | 1:25,120         |
| 12   | Gabriele Tarquini  | Fondmetal-Ford     | 63     | 1      | + 2 Runden  | 22    | 1:27,108         |
| 13   | Pierluigi Martini  | Minardi-Ferrari    | 63     | 1      | + 2 Runden  | 19    | 1:25,020         |
| 14   | Gianni Morbidelli  | Minardi-Ferrari    | 62     | 1      | DNF         | 16    | 1:26,606         |
| 15   | Emanuele Pirro     | Dallara-Judd       | 62     | 1      | + 3 Runden  | 09    | 1:25,308         |
| 16   | Stefano Modena     | Tyrrell-Honda      | 62     | 1      | + 3 Runden  | 14    | 1:25,224         |
| 17   | Satoru Nakajima    | Tyrrell-Honda      | 62     | 1      | + 3 Runden  | 18    | 1:26,905         |
| –    | Mark Blundell      | Brabham-Yamaha     | 49     | 1      | DNF         | 12    | 1:25,373         |
| –    | Érik Comas         | Ligier-Lamborghini | 36     | 1      | DNF         | 25    | 1:29,807         |
| –    | Gerhard Berger     | McLaren-Honda      | 33     | 1      | DNF         | 01    | 1:26,078         |
| –    | Michele Alboreto   | Footwork-Ford      | 23     | 1      | DNF         | 24    | 1:33,079         |
| –    | Andrea de Cesaris  | Jordan-Ford        | 22     | 1      | DNF         | 17    | 1:31,399         |
| –    | Mika Häkkinen      | Lotus-Judd         | 5      | 0      | DNF         | 21    | 1:43,739         |
| –    | Ivan Capelli       | Leyton House-Ilmor | 1      | 0      | DNF         | 08    | 1:56,083         |
| –    | Éric Bernard       | Lola-Ford          | 0      | 0      | DNF         | 23    | –                |
| –    | Thierry Boutsen    | Ligier-Lamborghini | 0      | 0      | DNF         | 26    | –                |

## WM-Stände nach dem Rennen
Die ersten sechs des Rennens bekamen 10, 6, 4, 3, 2 bzw. 1 Punkt(e).

### Fahrerwertung
| Pos. | Fahrer             | Konstrukteur                | Punkte |
| ---- | ------------------ | --------------------------- | ------ |
| 01   | Ayrton Senna       | McLaren-Honda               | 85     |
| 02   | Nigel Mansell      | Williams-Renault            | 69     |
| 03   | Riccardo Patrese   | Williams-Renault            | 48     |
| 04   | Alain Prost        | Ferrari                     | 31     |
| 05   | Gerhard Berger     | McLaren-Honda               | 31     |
| 06   | Nelson Piquet      | Benetton-Ford               | 25     |
| 07   | Jean Alesi         | Ferrari                     | 17     |
| 08   | Stefano Modena     | Tyrrell-Honda               | 9      |
| 09   | Andrea de Cesaris  | Jordan-Ford                 | 9      |
| 10   | Roberto Moreno     | Benetton-Ford / Jordan-Ford | 8      |
| 11   | Pierluigi Martini  | Minardi-Ferrari             | 6      |
| 12   | JJ Lehto           | Dallara-Judd                | 4      |
| 13   | Bertrand Gachot    | Jordan-Ford                 | 4      |
| 14   | Michael Schumacher | Benetton-Ford / Jordan-Ford | 4      |
| 15   | Satoru Nakajima    | Tyrrell-Honda               | 2      |
| 16   | Mika Häkkinen      | Lotus-Judd                  | 2      |
| 17   | Aguri Suzuki       | Lola-Ford                   | 1      |
| 18   | Julian Bailey      | Lotus-Judd                  | 1      |

| Pos. | Fahrer             | Konstrukteur              | Punkte |
| ---- | ------------------ | ------------------------- | ------ |
| 19   | Emanuele Pirro     | Dallara-Judd              | 1      |
| 20   | Éric Bernard       | Lola-Ford                 | 1      |
| 21   | Ivan Capelli       | Leyton House-Ilmor        | 1      |
| 22   | Mark Blundell      | Brabham-Yamaha            | 1      |
| 23   | Thierry Boutsen    | Ligier-Lamborghini        | 0      |
| 24   | Maurício Gugelmin  | Leyton House-Ilmor        | 0      |
| 25   | Gianni Morbidelli  | Minardi-Ferrari           | 0      |
| 26   | Johnny Herbert     | Lotus-Judd                | 0      |
| 27   | Nicola Larini      | Lambo-Lamborghini         | 0      |
| 28   | Érik Comas         | Ligier-Lamborghini        | 0      |
| 29   | Gabriele Tarquini  | AGS-Ford / Fondmetal-Ford | 0      |
| 30   | Martin Brundle     | Brabham-Yamaha            | 0      |
| 31   | Alessandro Zanardi | Jordan-Ford               | 0      |
| 32   | Eric van de Poele  | Lambo-Lamborghini         | 0      |
| 33   | Olivier Grouillard | Fondmetal-Ford            | 0      |
| 34   | Michele Alboreto   | Footwork-Ford/-Porsche    | 0      |
| –    | Stefan Johansson   | Footwork-Ford/-Porsche    | 0      |

### Konstrukteurswertung
| Pos. | Konstrukteur     | Punkte |
| ---- | ---------------- | ------ |
| 01   | Williams-Renault | 117    |
| 02   | McLaren-Honda    | 116    |
| 03   | Ferrari          | 52     |
| 04   | Benetton-Ford    | 37     |
| 05   | Jordan-Ford      | 13     |
| 06   | Tyrrell-Honda    | 11     |
| 07   | Minardi-Ferrari  | 6      |
| 08   | Dallara-Judd     | 5      |
| 09   | Lotus-Judd       | 3      |

| Pos. | Konstrukteur           | Punkte |
| ---- | ---------------------- | ------ |
| 10   | Lola-Ford              | 2      |
| 11   | Leyton House-Ilmor     | 1      |
| 12   | Brabham-Yamaha         | 1      |
| 13   | Ligier-Lamborghini     | 0      |
| 14   | Lambo-Lamborghini      | 0      |
| 15   | AGS-Ford               | 0      |
| 16   | Fondmetal-Ford         | 0      |
| 17   | Footwork-Porsche/-Ford | 0      |